# (2523) Ryba
(2523) Ryba ist ein Asteroid des Hauptgürtels, der am 6. August 1980 von der tschechischen Astronomin Zdeňka Vávrová am Kleť-Observatorium (Sternwarten-Code 046) nahe der Stadt Český Krumlov in Südböhmen entdeckt wurde.
Der Asteroid wurde nach dem böhmischen Lehrer, Kantor und Komponisten der frühen Romantik Jakub Jan Ryba (1765–1815) benannt, der 1796 die trotz politischer Repressalien populäre Böhmische Weihnachtsmesse (Česká mše vánoční „Hej, mistře“) schuf.
(2523) Ryba gehört zur Eos-Familie, einer Gruppe von Asteroiden, welche typischerweise große Halbachsen von 2,95 bis 3,1 AE aufweisen, nach innen begrenzt von der Kirkwoodlücke der 7:3-Resonanz mit Jupiter, sowie Bahnneigungen zwischen 8° und 12°. Die Gruppe ist nach dem Asteroiden (221) Eos benannt. Es wird vermutet, dass die Familie vor mehr als einer Milliarde Jahren durch eine Kollision entstanden ist.